# 小行星8368
小行星8368（英語：8368）是一颗围绕太阳公转的小行星。1991年2月20日，罗伯特·H·麦克诺特在赛丁泉山发现了此天体。
这颗小行星的绝对星等为25.17656692545177等。